# エラストマー
エラストマーとは粘弾性を持ち小さい分子間相互作用を持つために、他の材料と比較して、小さいヤング率と大きい破壊ひずみを持った高分子の総称のことである。
弾力のある（elastic)な高分子（polymer)という意味のかばん語として生まれたエラストマーという用語は、ゴムとほぼ区別なく使われるが、加硫されたものについてはゴムと呼ばれる事が好まれる。
エラストマーの高分子を構成するモノマーは炭素、水素、酸素、シリコンなどの元素から通常構成されている。
エラストマーは、そのガラス転移温度より上の温度では非晶質の高分子であり、共有結合を切断することなく、かなり大きな分子鎖の再配置が可能である。そのため、室温ではそのようなエラストマーは比較的柔らかくて（ヤング率が3MPa程度）、容易に変形する。エラストマーの主な用途としては封止材や接着剤や、成形された柔軟な部品が挙げられる。いろいろな種類のエラストマーが、タイヤ、靴のソール、振動を減衰したり遮断したりするための部品などの多種多様な分野で使われている。
エラストマーの重要性は、世界での市場規模が2020年に560億米ドルにも上ると予測されていることからもわかる。

(A) 応力のない状態のエラストマーの分子鎖の模式図 (B) エラストマーに応力がかけられたときの模式図。応力が取り除かれると、Aの状態に戻る。黒い点は架橋点を示す。

エラストマーは通常は熱硬化性であるが（加硫が必要）、熱可塑性のものも存在する（詳しくは熱可塑性エラストマーを参照）。
長い分子鎖が硬化時に（例えば加硫などで）互いに架橋させられている。エラストマーの分子構造は「スパゲッティとミートボール」のような構造として捉えることが出来る。この喩えでは、分子鎖がスパゲッティで、ミートボールは分子鎖をつなぐ架橋点に相当する。長い分子鎖が、与えられた応力を分散するために別の形状に再配置する働きが弾性を発現する。共有結合的な架橋点が、与えられた応力が取り除かれた時にエラストマーを構成する分子鎖が元の配置に戻ることを保証している。この大きな柔軟性により、材料にもよるが典型的なエラストマーは500-700%程度の変形を繰り返し行うことが出来る。一方、架橋点がなかったり、短かったり変形が難しい分子鎖から構成されている材料の場合、エラストマーと違って与えられた応力によって永久的な変形が起こる。

## 熱硬化性エラストマー
熱硬化性エラストマーとは、ある一定の温度範囲において、熱を加えても軟化することの無い、比較的耐熱性の高いタイプのエラストマーのこと。一般に「ゴム」と呼ばれるのはこのタイプである。

### 加硫ゴム
原材料に加硫剤を混錬した後に、加熱することで得られるもので、狭義のゴムがこれに当たる。
- 天然ゴム
- 合成ゴム

### 樹脂系エラストマー
- ウレタンゴムの一部
- シリコーンゴム
- フッ素ゴム

などがある。

## 熱可塑性エラストマー
熱可塑性エラストマーとは、熱を加えると軟化して流動性を示し、冷却すればゴム状に戻る性質を持ったエラストマーのこと。その性質から、材料を加熱して射出成形するによって迅速に成型加工を行なえる利点がある。反面、熱によって容易に変形するため、耐熱性を要する用途には適さない。
- ポリスチレン系（略称：TPS）
- オレフィン/アルケン系（略称：TPO）
- ポリ塩化ビニル系（略称：TPVC）
- ポリウレタン系（略称：TPU）
- ポリエステル系（略称：TPEE 或は TPC）
- ポリアミド系（略称：TPAE）

などがある。